# Wimbledon Championships 1986
Die 100. Wimbledon Championships fanden vom 23. Juni bis zum 6. Juli 1986 in London, Großbritannien statt. Ausrichter war der All England Lawn Tennis and Croquet Club.
Wie im Jahr zuvor waren die Sieger in den Einzelbewerben Boris Becker bei den Herren und Martina Navratilova bei den Damen.
Navratilova gewann zum fünften Mal in Folge das Dameneinzel und holte zum insgesamt sechsten Mal den Titel im Doppel – diesmal an der Seite von Pam Shriver. Ihren Vorjahrestitel im Mixed konnte sie jedoch nicht verteidigen. Sie scheiterte mit Heinz Günthardt als Partner im Finale an Ken Flach und Kathy Jordan.
Im Herrendoppel gewann der Schwede Mats Wilander an der Seite seines Landsmanns Joakim Nyström seinen einzigen Grand-Slam-Titel im Doppel und seinen einzigen Wimbledon-Titel überhaupt.
Bei den Junioren fand sich erstmals der spätere Weltranglistenzweite und Australian Open Sieger Petr Korda auf der Liste der Sieger. Er gewann an der Seite von Tomás Carbonell den Doppeltitel der Junioren.

## Herreneinzel

### Setzliste
| Nr. | Spieler        | Erreichte Runde |
| --- | -------------- | --------------- |
| 01. | Ivan Lendl     | Finale          |
| 02. | Mats Wilander  | Achtelfinale    |
| 03. | Jimmy Connors  | 1. Runde        |
| 04. | Boris Becker   | Sieg            |
| 05. | Stefan Edberg  | 3. Runde        |
| 06. | Joakim Nyström | 3. Runde        |
| 07. | Henri Leconte  | Halbfinale      |
| 08. | Anders Järryd  | 2. Runde        |

| Nr. | Spieler         | Erreichte Runde |
| --- | --------------- | --------------- |
| 09. | Andrés Gómez    | 1. Runde        |
| 10. | Tim Mayotte     | Viertelfinale   |
| 11. | Kevin Curren    | 1. Runde        |
| 12. | Brad Gilbert    | Achtelfinale    |
| 13. | Mikael Pernfors | Achtelfinale    |
| 14. | Martín Jaite    | 2. Runde        |
| 15. | Guillermo Vilas | 1. Runde        |
| 16. | Johan Kriek     | 2. Runde        |

## Dameneinzel

### Setzliste
| Nr. | Spielerin            | Erreichte Runde |
| --- | -------------------- | --------------- |
| 01. | Martina Navratilova  | Sieg            |
| 02. | Chris Evert-Lloyd    | Halbfinale      |
| 03. | Hana Mandlíková      | Finale          |
| 04. | Claudia Kohde-Kilsch | 3. Runde        |
| 05. | Pam Shriver          | 1. Runde        |
| 06. | Kathy Rinaldi        | 1. Runde        |
| 07. | Helena Suková        | Viertelfinale   |
| 08. | Manuela Maleeva      | Achtelfinale    |

| Nr. | Spielerin          | Erreichte Runde |
| --- | ------------------ | --------------- |
| 09. | Zina Garrison      | 2. Runde        |
| 10. | Gabriela Sabatini  | Halbfinale      |
| 11. | Carling Bassett    | Achtelfinale    |
| 12. | Stephanie Rehe     | 1. Runde        |
| 13. |                    |                 |
| 14. | Wendy Turnbull     | 1. Runde        |
| 15. | Catarina Lindqvist | Viertelfinale   |
| 16. | Kathy Jordan       | Achtelfinale    |

## Herrendoppel

### Setzliste
| Nr. | Paarung                            | Erreichte Runde |
| --- | ---------------------------------- | --------------- |
| 01. | Stefan Edberg Anders Järryd        | 1. Runde        |
| 02. | Ken Flach Robert Seguso            | Viertelfinale   |
| 03. | John Fitzgerald Tomáš Šmíd         | 2. Runde        |
| 04. | Hans Gildemeister Andrés Gómez     | 1. Runde        |
| 05. | Scott Davis David Pate             | 1. Runde        |
| 06. | Paul Annacone Christo van Rensburg | Halbfinale      |
| 07. | Joakim Nyström Mats Wilander       | Sieg            |
| 08. | Heinz Günthardt Balázs Taróczy     | 1. Runde        |

| Nr. | Paarung                             | Erreichte Runde |
| --- | ----------------------------------- | --------------- |
| 09. | Wojciech Fibak Guy Forget           | Achtelfinale    |
| 10. | Sergio Casal Emilio Sánchez Vicario | Viertelfinale   |
| 11. | Peter McNamara Paul McNamee         | Achtelfinale    |
| 12. | Gary Donnelly Peter Fleming         | Finale          |
| 13. | Mark Edmondson Kim Warwick          | 1. Runde        |
| 14. | Henri Leconte Sherwood Stewart      | 1. Runde        |
| 15. | Pat Cash Kevin Curren               | Achtelfinale    |
| 16. | Jakob Hlasek Pavel Složil           | Halbfinale      |

## Damendoppel

### Setzliste
| Nr. | Paarung                            | Erreichte Runde |
| --- | ---------------------------------- | --------------- |
| 01. | Martina Navratilova Pam Shriver    | Sieg            |
| 02. | Claudia Kohde-Kilsch Helena Suková | 2. Runde        |
| 03. | Hana Mandlíková Wendy Turnbull     | Finale          |
| 04. | Chris Evert-Lloyd Anne White       | 2. Runde        |
| 05. | Elizabeth Smylie Catherine Tanvier | Viertelfinale   |
| 06. |                                    |                 |
| 07. | Gigi Fernández Robin White         | Achtelfinale    |
| 08. | Elise Burgin Rosalyn Fairbank      | Halbfinale      |

| Nr. | Paarung                                  | Erreichte Runde |
| --- | ---------------------------------------- | --------------- |
| 09. |                                          |                 |
| 10. | Kathy Jordan Alycia Moulton              | Achtelfinale    |
| 11. | Swetlana Parchomenko Laryssa Sawtschenko | 1. Runde        |
| 12. |                                          |                 |
| 13. | Jo Durie Anne Hobbs                      | 1. Runde        |
| 14. | Lori McNeil Catherine Suire              | 1. Runde        |
| 15. | Zina Garrison Kathy Rinaldi              | Achtelfinale    |
| 16. | Candy Reynolds Anne Smith                | Achtelfinale    |

## Mixed

### Setzliste
| Nr. | Paarung                               | Erreichte Runde |
| --- | ------------------------------------- | --------------- |
| 01. | Kathy Jordan Ken Flach                | Sieg            |
| 02. | Elizabeth Smylie John Fitzgerald      | Viertelfinale   |
| 03. | Martina Navratilova Heinz Günthardt   | Finale          |
| 04. | Hana Mandlíková Paul McNamee          | 1. Runde        |
| 05. |                                       | Rückzug         |
| 06. | Rosalyn Fairbank Christo van Rensburg | Achtelfinale    |
| 07. | Claudia Kohde-Kilsch Pavel Složil     | 2. Runde        |
| 08. | Wendy Turnbull John Lloyd             | Viertelfinale   |

| Nr. | Paarung                            | Erreichte Runde |
| --- | ---------------------------------- | --------------- |
| 09. | Bettina Bunge Emilio Sánchez       | Halbfinale      |
| 10. | Anne Hobbs Mark Edmondson          | Achtelfinale    |
| 11. | Raffaella Reggi Sergio Casal       | Achtelfinale    |
| 12. | Paula Smith Gary Donnelly          | 2. Runde        |
| 13. | Jenny Byrne Kim Warwick            | 1. Runde        |
| 14. | Eva Pfaff Steve Denton             | Achtelfinale    |
| 15. | Christiane Jolissaint Jakob Hlasek | 2. Runde        |
| 16. | Jo Durie Jeremy Bates              | Viertelfinale   |

## Junioren

### Junioreneinzel
Sieger: Eduardo Vélez

### Juniorendoppel
Sieger: Tomás Carbonell & Petr Korda

### Juniorinnen Einzel
Siegerin: Natallja Swerawa

### Juniorinnen Doppel
Siegerinnen: Michelle Jaggard & Lisa O’Neill